# Знамеопашат кенгуров плъх
Знамеопашатият кенгуров плъх (Dipodomys spectabilis) е вид бозайник от семейство Торбести скокливци (Heteromyidae). Видът е почти застрашен от изчезване.

## Разпространение
Разпространен е в Мексико (Агуаскалиентес, Сакатекас, Сан Луис Потоси, Сонора и Чиуауа) и САЩ (Аризона, Ню Мексико и Тексас).